# 4732 Froeschlé
A 4732 Froeschlé (ideiglenes jelöléssel 1981 JG) a Naprendszer kisbolygóövében található aszteroida. Edward L. G. Bowell fedezte fel 1981. május 3-án.